# Deathless (manga)
Deathless (デスレス?, Deathless) è un seinen manga di Kōshi Rikudō.

## Trama
Mizuki è una giovane universitaria che vive con i nonni. Un giorno mentre passeggia per strada ha un problema con dei teppisti, ma due strane ed attraenti donne vestite in abiti tradizionali, Suzaku e Kamado, intervengono in suo aiuto.
Quella stessa notte Mizuki viene accoltellata da uno yakuza, probabilmente collegato ai teppisti del pomeriggio, e proprio mentre sta per morire incontra nuovamente Suzaku, intenta a cibarsi della poca energia vitale rimasta alla ragazza. Tuttavia l'enorme forza di volontà della ragazza riesce non solo ad impedire ciò ma al contrario di prendere da Suzaku l'energia necessaria a resuscitare. Scopre così che Suzaku e Kamado sono due esseri immortali che vivono consumando il tempo dalle persone che le circondano, e che ora pure lei possiede una parte di poteri che la vincolano ad essi.